# آرثر دارفيل
آرثر دارفيل (بالإنجليزية: Arthur Darvill)‏ (و. 1982  م) هو ملحن، وممثل أفلام، وممثل مسرحي، ومقدم تلفزيوني بريطاني، ولد في برمينغهام.

## التعليم
تعلم في الأكاديمية الملكية للفنون المسرحية، في تخصص تمثيل، وتحصل منها على بكالوريوس في الفنون.

## وصلات خارجية
- آرثر دارفيل على موقع IMDb (الإنجليزية)
- آرثر دارفيل على موقع ميتاكريتيك (الإنجليزية)
- آرثر دارفيل على موقع روتن توميتوز (الإنجليزية)
- آرثر دارفيل على موقع قاعدة بيانات الأفلام العربية
- آرثر دارفيل على موقع ألو سيني (الفرنسية)
- آرثر دارفيل على موقع ميوزك برينز (الإنجليزية)
- آرثر دارفيل على موقع أول موفي (الإنجليزية)
- آرثر دارفيل على موقع قاعدة بيانات برودواي على الإنترنت (الإنجليزية)
- آرثر دارفيل على موقع إن إن دي بي (الإنجليزية)
- آرثر دارفيل على موقع ديسكوغز (الإنجليزية)